# Stadhuis van Woudrichem
Het (oude) stadhuis van Woudrichem, ook wel Oude Raedthuys genoemd, is een voormalig gemeentehuis uit de 16e eeuw in de plaats Woudrichem. 
Het gebouw heeft een zadeldak tussen trapgevels met daarin natuurstenen banden en blokken. Boven de vensters bevinden zich korfbogen. Het gebouw is onderkelderd. Aan de voorgevel bevindt zich een bordes met twee trappen en op de balustrade schildhoudende leeuwen. In de voorgevel een steen in de vorm van een cartouche met het jaartal 1592. Het gebouw is een rijksmonument en werd in 1957 gerestaureerd. Het moderne gemeentehuis is gelegen aan het Raadhuisplein.

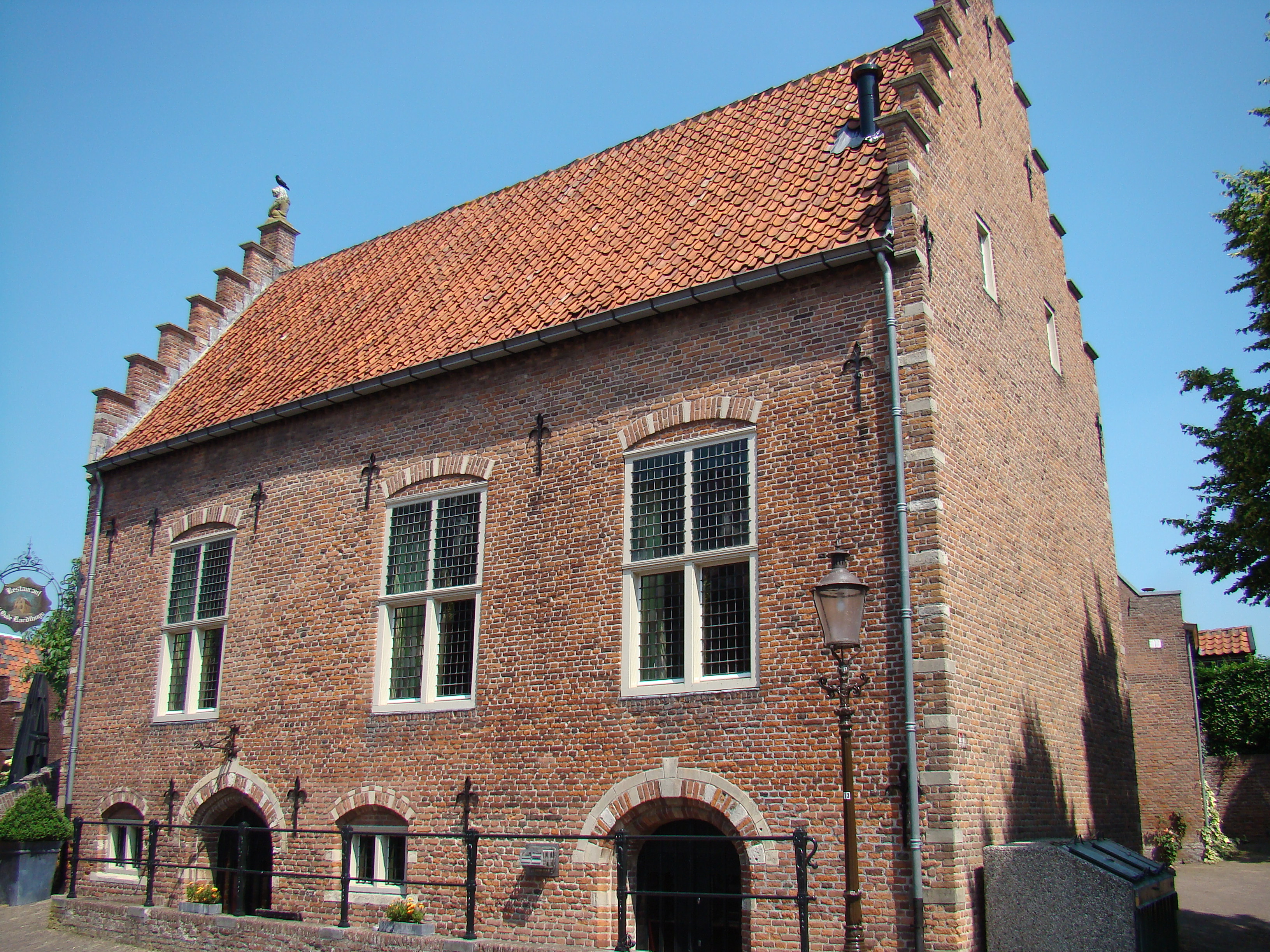
Zijaanzicht